# Teàgenes de Règion
Teàgenes de Règion (grec antic: Θεαγένης, llatí: Theagenes) va ser un escriptor grec que va viure a la part final del segle vi aC. Era contemporani del rei Cambises II de Pèrsia.
Va ser un dels primers escriptors antics que va escriure sobre Homer i sobre la seva obra. Sembla que volia reconciliar l'èpica homèrica amb la filosofia. Volia salvar Homer de la fama que tenia d'irrespectuós, indecorós o poc honest en les seves descripcions dels déus. Va voler també atorgar un sentit còsmic a alguns déus, i va definir-los en relació amb els elements que els corresponen, sigui en ordre moral o com a noció física. És sabut que Homer mateix usava Hefest per al·ludir al foc i Posidó com a símbol del mar. El mèrit de Teàgenes consisteix en el fet que va ser el primer al·legorista sobre la interpretació dels mites ja en el segle vi aC, i la via que va obrir va continuar fins al final de l'hel·lenisme.
El mencionen Tatià, Suides, Dionís de Tràcia i, més tard, Fabricius.